# Problema del criterio
Nel campo dell'epistemologia, il problema del criterio è un problema che riguarda il punto di partenza della conoscenza. È un problema separato e più importante del diallele che si trova nelle discussioni sulla giustificazione della conoscenza.
Nella filosofia occidentale, la più antica testimonianza sopravvissuta sul problema del criterio è nell'opera del filosofo pirronista Sesto Empirico. Nei Lineamenti pirroniani Sesto Empirico ha dimostrato che non è stato stabilito alcun criterio di verità, contrariamente alla posizione di dogmatisti come gli Stoici e la loro dottrina della katalepsis. In questo Sesto Empirico stava ripetendo o costruendo sui precedenti argomenti dei pirronisti sul problema del criterio, dal momento che Pirro, fondatore del Pirronismo, aveva dichiarato che "né i nostri sensi né le nostre doxai (idee, teorie, convinzioni) ci dicono la verità o mentono"
Il filosofo americano Roderick Chisholm nella sua Teoria della conoscenza affronta nel dettaglio il problema del criterio attraverso due serie di domande:
1. Cosa conosciamo? o Fin dove arriva la nostra conoscenza?
2. Come conosciamo? o Qual è il criterio per decidere se conosciamo in qualunque caso specifico?

La risposta a una delle serie di domande ci permetterà di trovare il modo di rispondere all'altra. Rispondere alla prima serie di domande si chiama particolarismo, mentre rispondere prima alla seconda serie si chiama metodismo. Una terza soluzione è lo scetticismo, il quale dichiara che poiché non è possibile rispondere alla prima serie di domande senza avere una risposta alla seconda, e poiché non è possibile rispondere alla seconda serie di domande senza avere una risposta alla prima, non siamo in grado di rispondere a entrambe. Il risultato è che non siamo in grado di giustificare le nostre convinzioni.
Le teorie particolariste organizzano ciò che è già conosciuto e provano a usare questi particolari della conoscenza per trovare il metodo con cui conosciamo, rispondendo così alla seconda serie. Le teorie metodiste propongono una risposta alla prima serie di domande e la usano per stabilire cosa di fatto conosciamo. L'empirismo classico adotta l'approccio metodista.